# Nichols (Familienname)
Nichols ist ein englischer Familienname.

## Namensträger

### A
- Aidan Nichols (* 1948), englischer katholischer Theologe
- Al Nichols (1852–1936), englischer Baseballspieler
- Alana Nichols (* 1983), US-amerikanische Rollstuhl-Basketballspielerin und -Skifahrerin
- Albert Russell Nichols (1859–1933), britischer Zoologe
- Alfred Nichols (1890–1952), britischer Langstreckenläufer
- Alyssa Nichols (* 1996), US-amerikanische Fußballschiedsrichterin
- Asaph Nichols (1797–1860), US-amerikanischer Anwalt und Politiker
- Asher P. Nichols (1815–1880), US-amerikanischer Jurist und Politiker
- Austin Nichols (* 1980), US-amerikanischer Schauspieler

### B
- Barbara Nichols (1928–1976), US-amerikanische Schauspielerin
- Beverley Nichols (1898–1983), englischer Schriftsteller
- Bilal Nichols (* 1996), US-amerikanischer American-Football-Spieler
- Bill Nichols (William Flynt Nichols: 1918–1988), US-amerikanischer Politiker
- Bill Nichols (Filmkritiker) (* 1942), US-amerikanischer Filmkritiker und Filmtheoretiker
- Bob Nichols (1900–1970), US-amerikanischer Countrysänger, siehe Clayton McMichen
- Bob Nichols (Curler) (* 1948), US-amerikanischer Curler
- Brian Gene Nichols (* 1971), US-amerikanischer Gewaltverbrecher
- Brian R. Nichols, US-amerikanischer Diplomat, Botschafter in Simbabwe (2018–2021)

### C
- Catherine Nichols (* 1974), australische Autorin, Übersetzerin und Kuratorin
- Charles Archibald Nichols (1876–1920), US-amerikanischer Politiker
- Christin Nichols (* 1986), deutsch-britische Schauspielerin und Musikerin
- Claire Nichols (* 1975), australische Fußballspielerin
- Clarina I. H. Nichols (1810–1885), US-amerikanische Journalistin und Frauenrechtlerin

### D
- Daiyehan Nichols-Bardi (* 2001), österreichischer Bobfahrer und ehemaliger Leichtathlet
- Dandy Nichols (1907–1986), britische Schauspielerin
- David E. Nichols, US-amerikanischer Chemiker, führte in den 1980er Jahren den Fachbegriff entaktogen ein
- David Hopkinson Nichols (1829–1900), US-amerikanischer Politiker
- Deatrick Nichols (* 1994), American-Football Cornerback
- Demetris Nichols (* 1984), US-amerikanischer Basketballspieler
- Dick Nichols (1926–2019), US-amerikanischer Politiker
- Don Nichols (1924–2017), US-amerikanischer Geschäftsmann und Motorsportteamchef
- Dudley Nichols (1895–1960), US-amerikanischer Drehbuchautor

### E
- Edward Leamington Nichols (1854–1937), US-amerikanischer Physiker
- Ernest Fox Nichols (1869–1924), US-amerikanischer Physiker

### G
- George Nichols (Märtyrer) (um 1550–1589), englischer Märtyrer
- George Nichols (Politiker) (1827–1912), US-amerikanischer Arzt und Politiker
- George Nichols (Schauspieler) (geb. George O. Nicholls; 1864–1927), US-amerikanischer Schauspieler, Regisseur und Drehbuchautor
- George Nichols (Boxer) (1907–1986), US-amerikanischer Boxer
- Grace Nichols (* 1950), guyanisch-britische Schriftstellerin

### H
- Herbert Nichols-Schweiger (* 1944), österreichischer Kunsthistoriker und Journalist
- Herbie Nichols (1919–1963), US-amerikanischer Jazzpianist
- Hugh L. Nichols (1865–1942), US-amerikanischer Politiker

### J
- Jack Nichols (1938–2005), US-amerikanischer Autor und Journalist
- Jeb Loy Nichols, US-amerikanischer Singer-Songwriter und Maler
- Jeff Nichols (* 1978), US-amerikanischer Drehbuchautor und Regisseur
- Jennifer Nichols (* 1983), US-amerikanische Bogenschützin
- Joe Nichols (* 1976), US-amerikanischer Country-Musiker
- John Nichols (Politiker) (1834–1917), US-amerikanischer Politiker
- John Nichols (Schriftsteller) (* 1940), US-amerikanischer Schriftsteller und Drehbuchautor
- John Nichols (Ruderer), US-amerikanischer Ruderer
- John Christopher Nichols (* 1948), britischer Theologe, siehe Aidan Nichols
- John Conover Nichols (1896–1945), US-amerikanischer Politiker
- John G. Nichols (John Greg Nichols; 1812–1898), US-amerikanischer Politiker
- John Treadwell Nichols (1883–1958), US-amerikanischer Zoologe
- Jonathan Nichols (Politiker, 1681) (1681–1727), britischer Politiker, Vizegouverneur der Colony of Rhode Island and Providence Plantations
- Jonathan Nichols junior (1712–1756), britischer Politiker, Vizegouverneur der Colony of Rhode Island and Providence Plantations
- Jonathan Nichols (Footballspieler) (* 1981), US-amerikanischer American-Football-Spieler
- Jordan Nichols (* 1992), US-amerikanischer Schauspieler

### K
- Kay Nichols († 2015), australische Wasserskiläuferin
- Keith Nichols (1945–2021), britischer Jazzmusiker
- Kelly Nichols (* 1956), US-amerikanische Pornodarstellerin
- Kevin Nichols (* 1955), australischer Radsportler
- Kid Nichols (1869–1953), US-amerikanischer Baseballspieler
- Kyle Nichols (* 1975), kanadischer Rugby-Union-Spieler

### L
- Lance E. Nichols (* 1955), US-amerikanischer Schauspieler und Filmproduzent
- Leigh Nichols (* 1945), US-amerikanischen Schriftsteller, siehe Dean R. Koontz
- Leslie Nichols (* 1907), englischer Badmintonspieler
- Leo Nichols (1928–2020), italienischer Komponist und Dirigent, siehe Ennio Morricone
- Leonie Nichols (* 1979), australische Synchronschwimmerin
- Lucy Higgs Nichols (1838–1915), US-amerikanische Krankenschwester

### M
- Mark Nichols (Badminton) (* 1970), australischer Badmintonspieler
- Mark Nichols (Curler) (* 1980), kanadischer Curler
- Marisol Nichols (* 1973), US-amerikanische Schauspielerin
- Mary Ann Nichols (1845–1888), englisches Mordopfer
- Mary Gove Nichols (1810–1884), US-amerikanische Frauenrechtlerin und Sozialreformerin
- Matthias H. Nichols (1824–1862), US-amerikanischer Politiker
- Mike Nichols (1931–2014), US-amerikanischer Regisseur, Drehbuchautor und Produzent
- Mitch Nichols (* 1989), australischer Fußballspieler
- Monae’ Nichols (* 1998), US-amerikanische Weitspringerin

### N
- Nichelle Nichols (1932–2022), US-amerikanische Schauspielerin und Sängerin

### P
- Paul Nichols, Pseudonym von Nicholas Peter Dallis (1911–1991), US-amerikanischer Psychiater und Comicautor
- Peter Nichols (Dramatiker) (Peter Richard Nichols; 1927–2019), britischer Dramatiker und Drehbuchautor
- Peter Nichols (Journalist, 1928) (1928–1989), britischer Journalist und Autor
- Peter Nichols (Schriftsteller) (Peter Brayton Nichols; * 1950), US-amerikanischer Schriftsteller, Segler und Journalist
- Philip Bouverie Bowyer Nichols (1894–1962), britischer Diplomat

### R
- Rachel Nichols (* 1980), US-amerikanische Schauspielerin
- Rachel Dennie Nichols (* 1992), philippinische Fußballspielerin
- Ralph Nichols (1910–2001), englischer Badmintonspieler
- Red Nichols (1905–1965), US-amerikanischer Jazzmusiker
- Robert Nichols (Dichter) (1893–1944), englischer Dichter
- Robert Nichols (Geologe) (1904–1995), US-amerikanischer Geologe
- Robert Nichols (Schauspieler) (1924–2013), US-amerikanischer Schauspieler
- Robert Nichols (Politiker) (* 1944), US-amerikanischer Politiker (Texas)
- Roger L. Nichols (* 1933), US-amerikanischer Historiker
- Rose Standish Nichols (1872–1960), US-amerikanische Landschaftsarchitektin und Friedensaktivistin
- Ross Nichols (1902–1975), britischer Geistlicher, Poet, Künstler und Historiker
- Roy Nichols (1932–2001), US-amerikanischer Gitarrist
- Ruth Rowland Nichols (1901–1960), US-amerikanische Pilotin

### S
- Silkirtis Nichols (Buffalo Child; * 1923), indianischer Schauspieler
- Stephen Nichols (* 1951), US-amerikanischer Schauspieler
- Steve Nichols (* 1947), US-amerikanischer Rennwagenkonstrukteur

### T
- Taylor Nichols (* 1959), US-amerikanischer Schauspieler
- Ted Nichols (* 1928), US-amerikanischer Komponist, Arrangeur, Dirigent und Musikpädagoge
- Terry Nichols (* 1955), US-amerikanischer Terrorist
- Toby Nichols, US-amerikanischer Schauspieler
- Ty Nichols (* 1996), US-amerikanischer Basketballspieler

### V
- Vincent Nichols (* 1945), britischer Geistlicher, Erzbischof von Westminster

### W
- Wade Nichols (1946–1985), US-amerikanischer Filmschauspieler
- William Nichols (Politiker) (1852–1917), US-amerikanischer Politiker (Arizona)
- William H. Nichols (1852–1930), US-amerikanischer Chemiker und Industrieller
- William Flynt Nichols (1918–1988), US-amerikanischer Politiker, siehe Bill Nichols